# Ga Dowon
Ga Dowon là ga trên Tàu điện ngầm Seoul tuyến 1. Nó ở trên Tuyến Gyeongin. Trước đây là ga Ugakdong.

## Bố trí ga
| ↑ Jemulpo             |
| \| １２ \| \| ３４ \| |
| Dongincheon ↓         |

| 1     | ● Tuyến 1 | ← Hướng đi Yeoncheon     |
| 2 · 3 | ● Tuyến 1 | → Đường ray tàu tốc hành |
| 4     | ● Tuyến 1 | → Hướng đi Incheon →     |

## Vùng lân cận
- Lối thoát 1: Sân vận động bóng đá Incheon
- Lối thoát 2: